# Peugeot Typ 49
Der Peugeot Typ 49 ist ein frühes Automodell des französischen Automobilherstellers Peugeot, von dem 1902 im Werk Audincourt 162 Exemplare produziert wurden.
Die Fahrzeuge besaßen einen Zweizylinder-Viertaktmotor, der vorne angeordnet war und über Kette die Hinterräder antrieb. Der Motor leistete aus 1304 cm³ Hubraum 8 PS. Alternativ war auch ein Motor mit 1627 cm³ Hubraum und 8 PS erhältlich.
Bei einem Radstand von 188 cm betrug die Spurbreite 130 cm. Die Karosserieformen Tonneau und Doppelphaeton boten Platz für vier Personen.